# Chersonisos
Chersonisos (gr. Χερσόνησος) – miejscowość w Grecji, na Krecie, w administracji zdecentralizowanej Kreta, w regionie Kreta, w jednostce regionalnej Heraklion, w gminie Chersonisos. W 2011 roku liczyła 1115 mieszkańców.